# 322 Dutch Squadron RAF

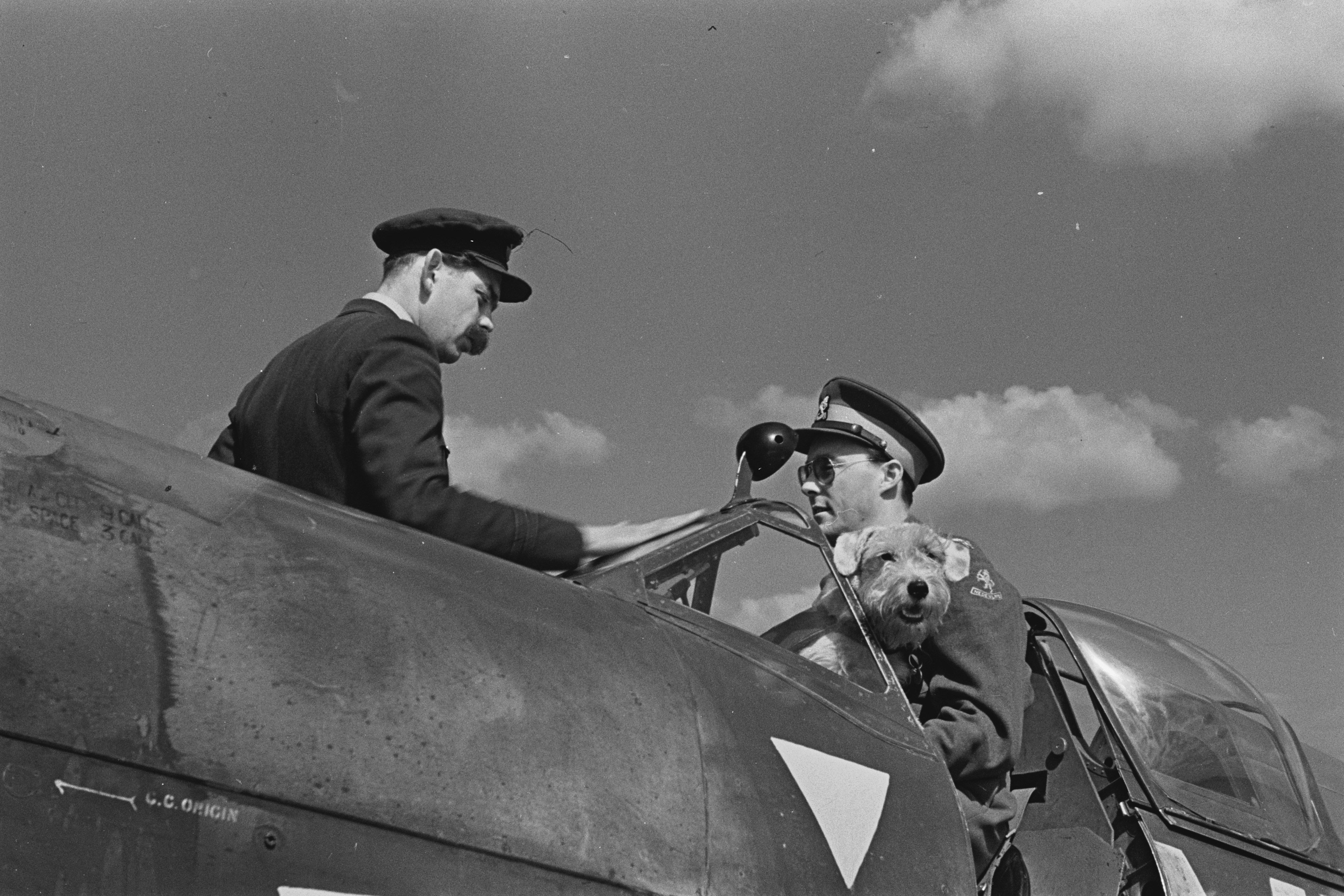
Prins Bernhard tijdens een bezoek aan het Nederlandse Spitfire squadron op RAF Hartford Bridge

Het  322 (Dutch) Squadron RAF is het oudste operationele squadron van de Nederlandse Koninklijke Luchtmacht en is uitgerust met de Lockheed Martin F-35 Lightning II. Het werd op 12 juni 1943 opgericht en was het eerste squadron van de RAF dat geheel uit Nederlandse militairen bestond.
Prins Bernhard kreeg in Hatfield op 23 september 1940 in een Tiger Moth zijn eerste vliegles. De prins haalde zijn brevet op 9 mei 1941. Hij werd daarna de grote drijfveer achter de oprichting van het Dutch Squadron binnen de RAF. Een voorstel tot de oprichting hiervan werd in maart 1942 ingediend bij het Britse Ministerie van Luchtvaart.
Het No 167 (Gold Coast) Squadron RAF werd de "kraamkamer" van het squadron. Vanaf juli 1942 werden er Nederlandse vliegers opgeleid en er kwam er Nederlands personeel beschikbaar. Nadat het Air Ministry toestemming had gegeven voor een Nederlands squadron verhuisde het 167 Sqn op 12 juni 1943 naar Woodvale Airbase, werd opgeheven en ging over in het 322 Dutch Squadron RAF. Het telde toen 25 vliegers en daarvan waren er 8 Nederlanders. In de periode daarna werden er veel Engelandvaarders in het squadron opgenomen.

## Overzicht 1943-1945
| Tijdvak    | Operational Performance | Operational Performance | Taak                                                                          | Gesneuveld                                                    | Gesneuveld                       | Gesneuveld | Info  |
| 1943       | aantal vluchten en uren | aantal vluchten en uren |                                                                               |                                                               |                                  | |       |
| ---------- | ----------------------- | ----------------------- | ----------------------------------------------------------------------------- | ------------------------------------------------------------- | -------------------------------- | --- | ----- |
| na 12-6-43 | 44 vluchten             | 47 uren                 | escorte, scrambles en patrouilles                                             |                                                               |                                  | |       |
| 1944       |                         |                         |                                                                               |                                                               |                                  | |       |
| januari    | 169 vluchten            | 208 uren                | escorte en patrouilles                                                        | G.P.C. de Neve (1915) E.J. baron van Nagell (1923)            | 15-01-1944 28-01-1944            | tijdens training verongelukt neergeschoten door FLAK bij de Franse kust | [ 2 ] |
| februari   | 184 vluchten            | 260 uren                | escorte en patrouilles                                                        |                                                               |                                  | |       |
| maart      | 30 vluchten             | 37 uren                 | escorte en patrouilles                                                        |                                                               |                                  | |       |
| april      | 105 vluchten            | 108 uren                | scrambles en defensieve patrouilles op grote hoogte (20.000 feet)             | J.W. van Hamel (1920)                                         | 11-04-1944                       | crash door gebrek aan zuurstof |       |
| mei        | 517 vluchten            | 649 uren                | scrambles en defensieve patrouilles op grote hoogte                           | H.C.A. Roovers (1919)                                         | 02-05-1944                       | vermist bij het Isle of Wight |       |
| juni       | 691 vluchten            | 851 uren                | defensieve patrouilles op grote hoogte en antidiver (V-1) patrouilles         |                                                               |                                  | |       |
| juli       | 1030 vluchten           | 1137 uren               | antidiverpatrouilles                                                          | J.A. Maier (1916)                                             | 12-07-1944                       | door exploderende V-1 bom boven Zuidwest-Engeland |       |
| augustus   | 580 vluchten            | 881 uren                | antidiverpatrouilles, escorte en gewapende verkenningen                       | R.F. Burgwal (1917)                                           | 12-08-1944                       | neergeschoten bij Rennes, Frankrijk |       |
| september  | 221 vluchten            | 529 uren                | gewapende verkenningen en escorte                                             | J.L. Plesman (1919) L.D. Wolters (1919)                       | 01-09-1944 16-09-1944            | neergeschoten bij Sint-Omaars kwam in botsing met Coen Manders |       |
| oktober    | 49 vluchten             | 131 uren                | escorte                                                                       |                                                               |                                  | |       |
| 1945       |                         |                         |                                                                               |                                                               |                                  | |       |
| januari    | 186 vluchten            | 183 uren                | gewapende verkenningen, duikbombardementen, close support en fighter sweeps   | C. Kooy (1917)                                                | 28-01-1945                       | door te vroeg ontplofte bom, bij Doorn |       |
| februari   | 309 vluchten            | 365 uren                | gewapende verkenningen, close support, duikbombardementen en escorte          | J.G.C. Koes (1919) E. Ditmarsch (1921) F.J.H. van Eijk (1918) | 03-02-1945 13-02-1945 14-02-1945 | tijdens oefenvlucht bij Woensdrecht neergeschoten bij Oegstgeest neegeschoten bij Weeze                                                                                                | [ 3 ] |
| maart      | 325 vluchten            | 396 uren                | gewapende verkenningen, duikbombardementen, escorte en defensieve patrouilles | J. Vlug (1917) S.D. Lazarus (19??) H.C. Cramm (1918)          | 05-03-1945 19-03-1945 30-03-1945 | neergeschoten boven Xanten, Duitsland explosie tijdens oefenvlucht bij Schijndel, 23 jaar, geboortedatum onbekend , graf op het Bergen-op-Zoom War Cemetery, neergeschoten bij Zutphen |       |
| april      | 411 vluchten            | 556 uren                | gewapende verkenningen, duikbombardementen, close support en escorte          | Ab Homburg (1917) K. Normann                                  | 01-04-1945 23-04-1945            | neergeschoten bij Delden motorpech boven Noordwest-Duitsland |       |
| mei        | 42 vluchten             | 47 uren                 | gewapende verkenningen en patrouilles                                         | D.J. Hunter (1922/3)                                          | 08-05-1945                       | crash bij Varrelbusch, Duitsland. Het vliegveld was van 30 april tot 2 juli in geallieerde handen.                                                                                     |       |

Het totaal van deze operationele 4896 vluchten en 6382 uren werden gemaakt door 59 Nederlandse en 33 Britse en Dominion vliegers.

## Na de tweede wereldoorlog
Na de oorlogsjaren werd het squadron op 7 oktober 1945 "reduced to a number only". Als "322e jachtvliegtuigafdeling" werd het in 1947 in ere hersteld en de traditie van het befaamde 322 Dutch Squadron RAF wordt - met non-actieve periodes in 1949-1950 en 1962-1964 - voortgezet in het huidige 322 Squadron dat is uitgerust met de Lockheed Martin F-35 Lightning II.

## Embleem

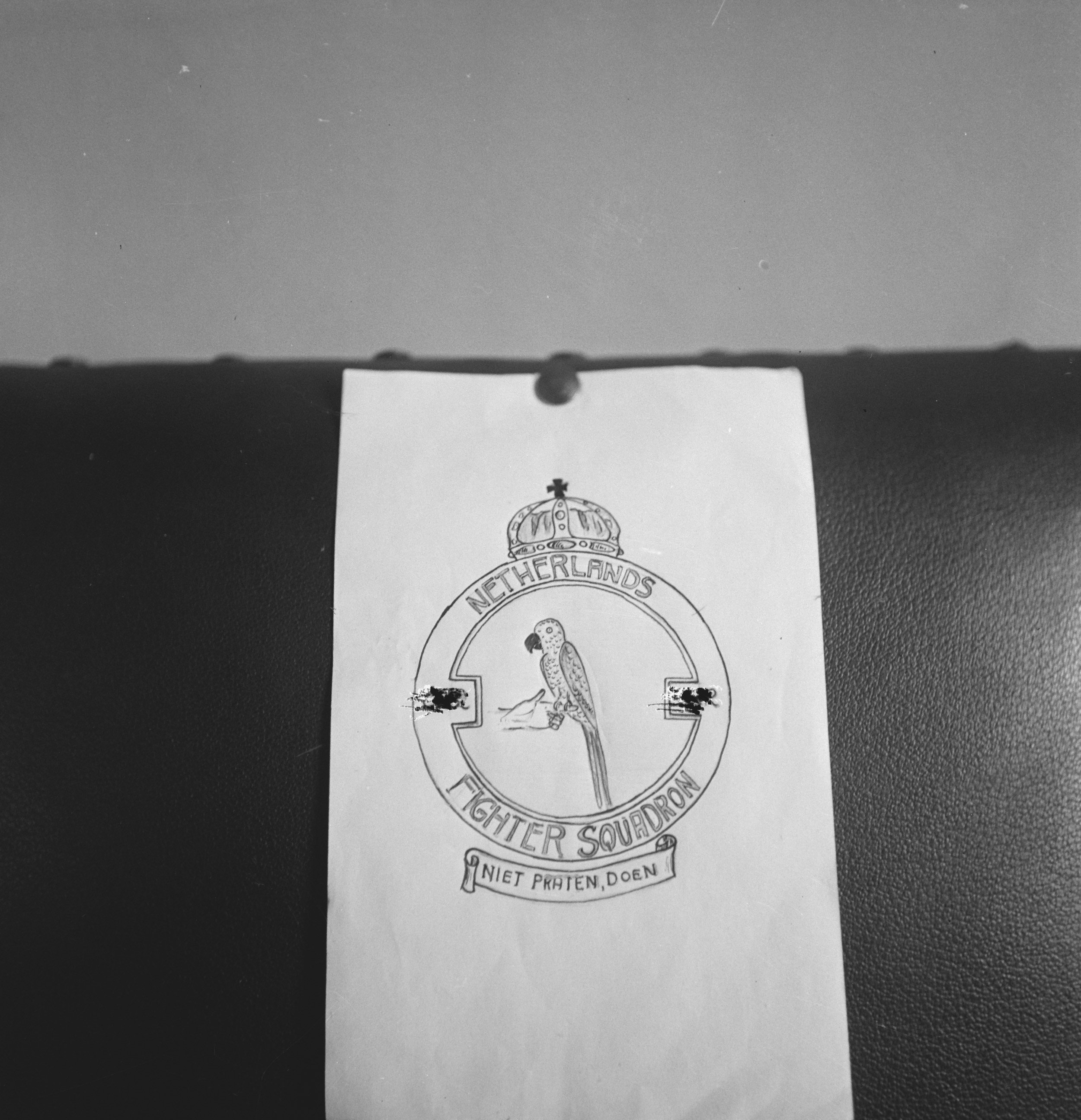
Ontwerp voor het embleem van het squadron

De mascotte van het squadron werd Polly Grey, een roodstaartpapegaai die piloot-officier Sluyter naar de basis had meegenomen. Op het embleem van het squadron werd Polly Grey ook afgebeeld. De spreuk op het embleem werd Niet Praten Maar Doen. Op 4 maart 1945 werd dit embleem door koning George VI goedgekeurd.
De mascotte Polly Grey leerde allemaal kunstjes. Zo leerde hij jenever drinken en kopje onder gaan. Polly Grey bleef in Engeland toen het squadron in januari 1945 in Woensdrecht in Nederland werd gestationeerd.
Het 322 squadron is inmiddels gestationeerd op vliegbasis Leeuwarden.
Polly grey verblijft vandaag de dag nog steeds op het squadron als mascotte.
Op het 322 squadron heeft Polly Grey een eigen kooi voor de nacht en een grote klimboom voor overdag.
Ook heeft Polly Grey een aantal vaste verzorgers die er op toezien dat de mascotte in goede gezondheid blijft.

## Materieel
Van juni 1943 tot oktober 1945 werd er gevlogen met Supermarine Spitfires. Eerst met de Mk Vb en Vc, van maart tot en met augustus 1944 met de Mk XIV, daarna drie maanden met de Mk IXb en ten slotte tot oktober 1945 met de Mk XVIe. Natuurlijk overlappen die periodes. Alle varianten van de Spitfires waren bestemd voor verschillende taken.
Rudy Burgwal vloog in een Mk XIV met de opdracht V1's die richting Londen vlogen, te onderscheppen. Op 8 juli 1944 haalde hij er vijf neer. In totaal heeft het 322 Squadron er 110 vernietigd. Een aantal onderscheppingen van 322 SQN, met name van Burgwal, zijn op film vastgelegd.
Na de Spitfire periode werd gevlogen met de:
- Gloster Meteor
- Hawker Hunter
- Lockheed F-104G Starfighter (F-104G en TF-104G)
- Lockheed Martin F-16 Fighting Falcon (F-16A/B en F-16AM/BM)

Vanaf 2021 is het 322 Squadron volledig uitgerust met de Lockheed Martin F-35 Lightning II (F-35A).

## Commandanten

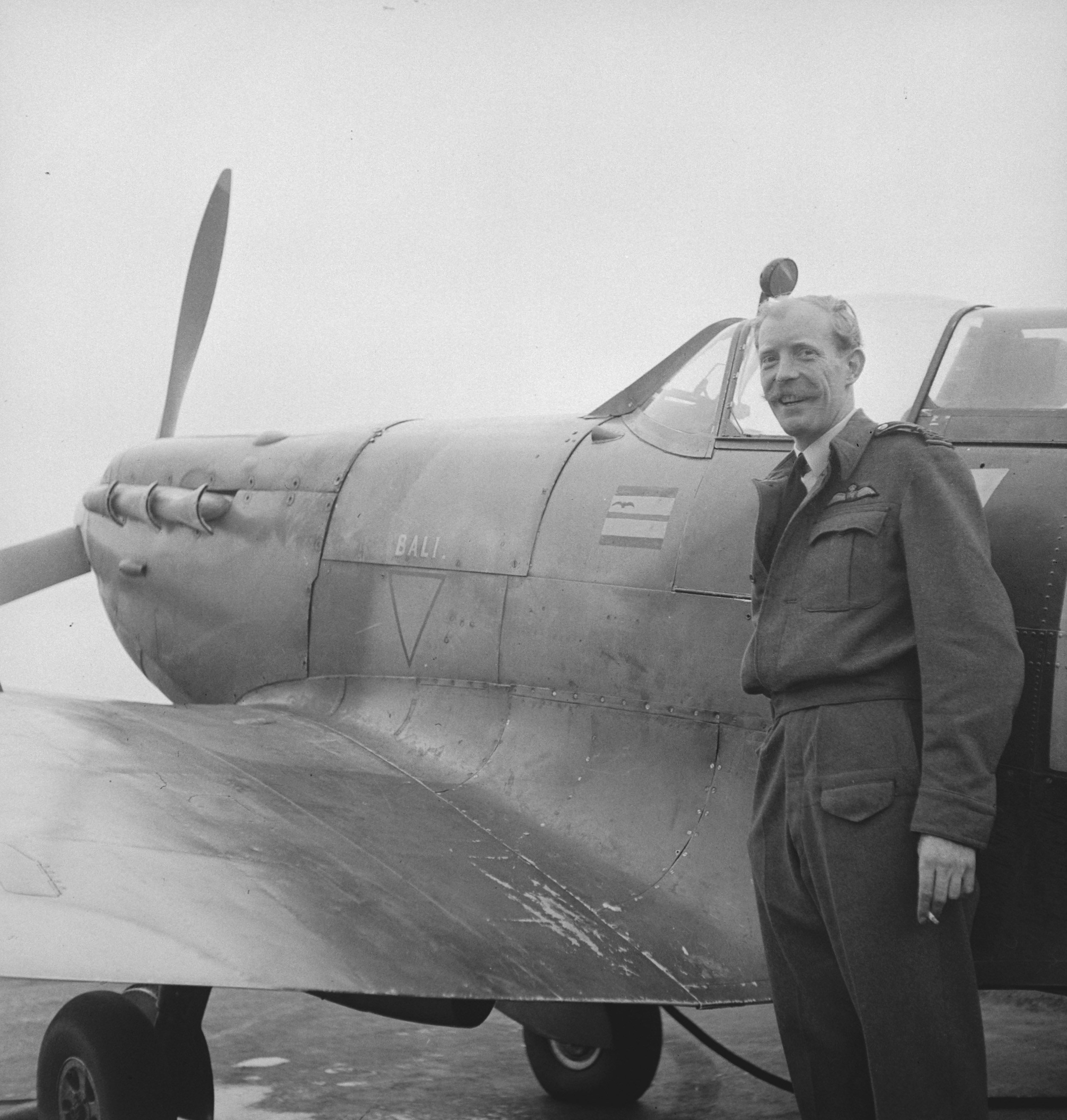
De eerste squadronleider, de Britse officier-vlieger A.C. Stewart

In de periode juni 1943 - oktober 1945 waren de volgende personen squadron commandant:
- S.Ldr A.C. Stewart (12 juni 1943 - 1 september 1943)
- Maj. K.C. Kuhlmann, DFC (1 september 1943 - 1 september 1944)
- S.Ldr L.C.M. van Eendenburg (12 september 1944 - 17 november 1944)
- S.Ldr H. L. O'Neill, DFC (17 november 1944 - 2 maart 1945)
- S.Ldr A.L. van der Stok, MBE (2 maart 1945 - 7 oktober 1945)

## Bekende squadronleden
| - Jan van Arkel - Lou de la Bretoniere - Rudy Burgwal - Rudi van Daalen Wetters - Jan ter Doest | - Frans van Eijk - Jan Flinterman - Jacob Willem van Hamel - Ab Homburg - Jan Linzel | - Kees Kooy - Lou Meijers - Jan Leendert Plesman - Nicolaas Wilhelm Sluyter - Bram van der Stok | - Wim de Vries - Robbie Wijting |